# Semecarpus velutinus
Semecarpus velutinus är en sumakväxtart som beskrevs av George King. Semecarpus velutinus ingår i släktet Semecarpus och familjen sumakväxter. Inga underarter finns listade i Catalogue of Life.